# Les Francs-juges
Les francs-juges havia de ser una òpera d'Hector Berlioz, amb llibret d'Humbert Ferrand. La va compondre amb 23 anys el 1826. És la història d'un pres polític, salvat per la seva 
L'òpera fou abandonada per Berlioz, que en destruí gran part de la música. Retenia, tanmateix, l'obertura que s'ha convertit en un element de concert popular i d'altres parts del material musical que va reciclar en composicions posteriors.